# Phangan
Phangan – tajska przybrzeżna wyspa w południowo-wschodniej części Zatoki Tajlandzkiej. Jej powierzchnia wynosi 168 km², jest wyspą równinną, jedynie miejscami posiada wzniesienia (627 m n.p.m.).
Ludność wyspy zajmuje się rybołówstwem oraz uprawą palmy kokosowej.